# Franz Joseph Nikolaus Griset de Forell
Freiherr Franz Joseph Nikolaus Griset de Forell (∗︎ 1. März 1701 in Freiburg im Üechtland; † 6. September 1786 in Dresden) war Malteserritter, Prinzenerzieher, kursächsischer Hofmarschall und Minister.

## Herkunft
Seine Eltern waren der Ratsherr und Generalkommissar Nicolas Griset de Forell (1661–1737) und Marie-Anne de Boccard.

## Leben
Er erhielt seine Schulbildung durch Privatlehrer auf dem Landgut der Familie und danach bei den Jesuiten. Er sollte Malteserritter werden und wurde 1720 in den Orden aufgenommen. Er ging 1723 dann aber in österreichische Dienste in das Regiment seines Vetters Diesbach, was in Syrakus stand. Er legte daher erst 1731 das Ordensgelübde ab. Er rüstete 1736 eine Galeere aus und machte zwischen 1736 und 1737 die vorgeschriebenen sechs Züge gegen den Erbfeind. Er galt als rechte Hand des Großmeisters, der ihn mit administrativen und kommerziellen Aufgaben sowie diplomatischen Vertretungen betraute. Bei der Trauung Karl von Neapel mit Maria Amalia von Sachsen 1738 lernte er den Kurprinzen Friedrich Christian von Sachen kennen.
Er wurde 1741 zum Hauptmann der Galeeren und 1746 zum Commentur von Sulz, Hasselt, Colmar, und Mühlhausen ernannt. Bei der Krönung von Kaiser Franz I. Stephan im Jahr 1745 machte er die Bekanntschaft des Kurfürsten August III. von Sachsen. Dieser holte ihm 1747 an seinen Hof um die Erziehung des Prinzen Xaver, dazu erhielt er den Titel eines Geheimen Rates. 1753 überwarf er sich mit dem mächtigen Minister Heinrich von Brühl und er verließ den Hof, der Malteserorden machte ihn zum Generalrezeptor (Schatzmeister) in Deutschland. Er verwaltete das Amt, wurde 1760 auch Kommendator von Schwäbisch Hall und Affaltrach und konnte die verpfändete Johanniterkommende Weißensee auslösen. Im Jahr 1764 holte ihn sein ehemaliger Schüler an den Hof nach Dresden zurück und ernannt ihn zum Oberhofmarschalls und Oberhofmeisters des noch minderjährigen Thronfolgers Friedrich August. 1768 trat er von den Ämtern zurück und erhielt den Charakter eines Kabinettsministers.
Als im Jahre 1771 der Bailli von Schönau zurückgetreten war, beanspruchte Griset de Forel nach dem Rechte der Anciennität die Position des Großbailly von Brandenburg. Sie wurde ihm aber durch den Komtur Rink vom Baldenstein. Obwohl sich die eidgenössischen Stände für ihn einsetzten und er sich 1776 persönlich zum Kaiser begab, wurde keine Entscheidung getroffen. Im Jahr 1777 starb nun auch der Groß-Prior von Deutschland und sowohl Griset de Forel als auch Rink beanspruchten die Stelle für sich.
Es wurde daraufhin lange über einen Vergleich gestritten, das Ergebnis erlebte Forell aber nicht mehr, er starb 1786 in Dresden.